# Nikolaj Maksimov
Nikolaj Michajlovič Maksimov (in russo Николай Михайлович Максимов?; Mosca, 15 novembre 1972) è un ex pallanuotista russo, vincitore di una medaglia d'argento alle olimpiadi di Sydney 2000 e di una medaglia di bronzo ad Atene 2004, di una Coppa del Mondo e di una World League. Con il Mladost vinse un campionato croato, una Eurolega e una Supercoppa Len ,al Sabadell una Supercoppa spagnola,  con il Sintez Kazan' vinse la Coppa LEN, al Volgograd un campionato russo e alla Dinamo Mosca sette campionati russi. Nel 2010 con il Kazakistan ottenne la medaglia d'oro ai giochi asiatici.